# Оносорожений «Троянець» Фідія
«Оносоро́жений „Троя́нець“ Фі́дія» — картина іспанського художника  Сальвадора Далі, написана у 1954 році. Зберігається у Театрі-музеї Сальвадора Далі у Фігерасі.

## Опис

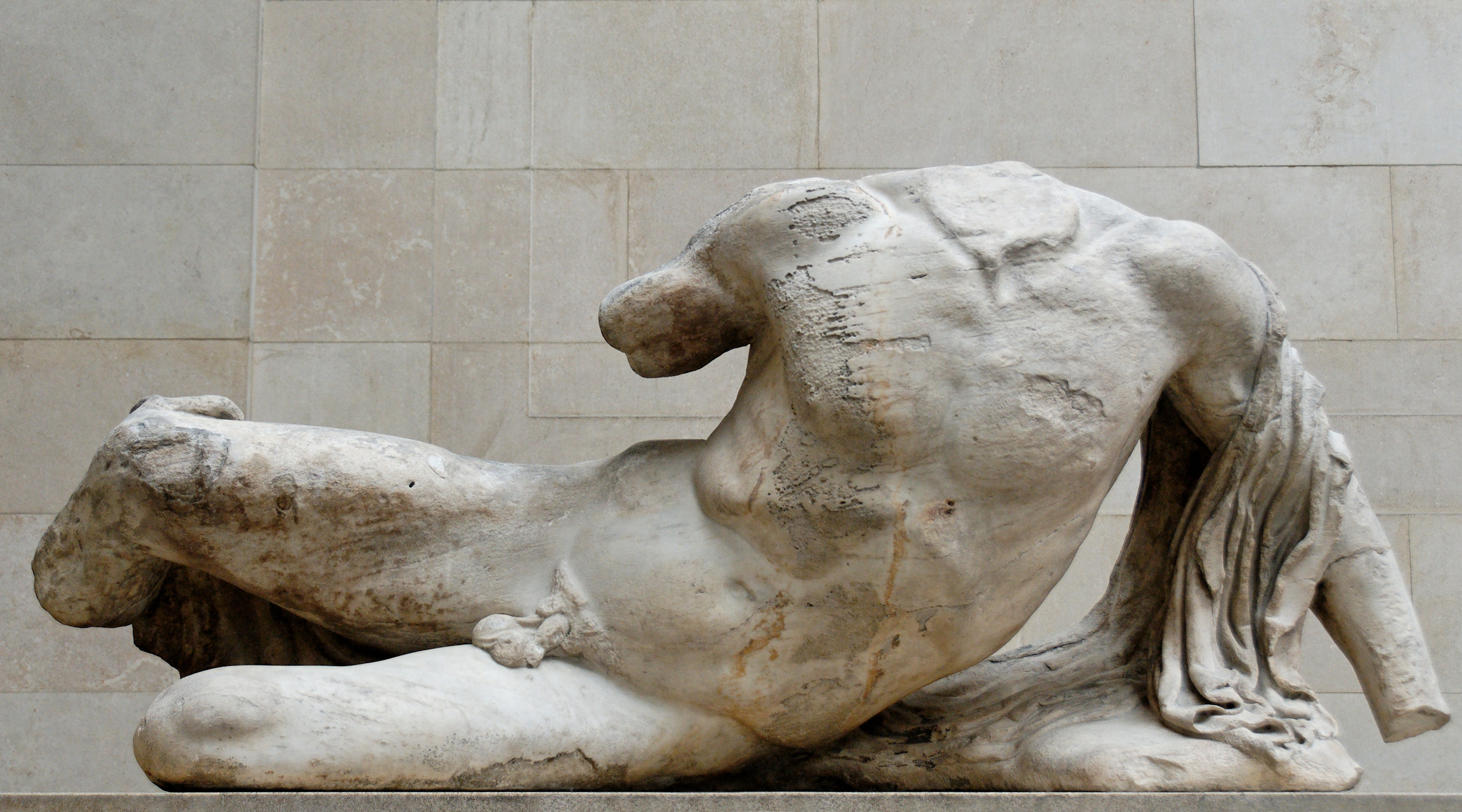
Скульптура Фідія «Троянець», зображена на картині Далі

Лейтмотив картини — вражаюча мармурова скульптура, створена Фідієм для західного фронтону Парфенону в афінському акрополі. Далі почав працювати над цим полотном влітку 1953 року в своїй студії в Порт-Льїгаті. Тут знову з'являється пейзаж Кадакесу з характерною скелею Ес Кукурукук на обрії. В «Щоденнику одного генія» Далі пише про цю картину наступне:
|  | 1953 рік, 17 серпня. Через недоречну обережність я поклав так мало фарби на праве стегно, що, намагаючись додати яскравості, лише зіпсував роботу. <...> Найнеймовірніший секрет з усіх секретів — я, всесвітньо відомий художник, не знаю, як треба писати картину. Проте, я вже дуже близько до цього знання і незабаром, зовсім неочікувано, я створю полотно, яке перевершить усі шедеври античності. Аби знайти в собі сили, намагаюся працювати над тестикулами фігури Фідія... О, якби ж я тільки не боявся малювати! Але справа в тому, що я хочу, аби кожен мазок досягав абсолюту, створював образ досконалості накладеним тестикулам, чужим тестикулам, не моїм. |